# Skovby (Nordfyns Kommune)
 For alternative betydninger, se Skovby (flertydig). (Se også artikler, som begynder med Skovby)
Skovby er en landsby omtrent 5 km sydvest for Bogense på Nordfyn. Byen har ca. 300 indbyggere. I byen findes Skovby Kirke og et forsamlingshus. Uden for selve landsbyen er der også en skole og sportsplads. I byen finder man også kunstgården der sælger forskelligt håndværkskunst. Byen havde engang en brugs.
|  | Denne artikel om lokaliteten Skovby (Nordfyns Kommune) kan blive bedre, hvis der indsættes et (bedre) billede. Du kan hjælpe ved at afsøge Wikimedia Commons for et passende billede eller lægge et op på Wikimedia Commons med en af de tilladte licenser og indsætte det i artiklen. |

55°31′32.26″N 10°4′32.55″Ø / 55.5256278°N 10.0757083°Ø